# Burgemeester Vening Meineszlaan

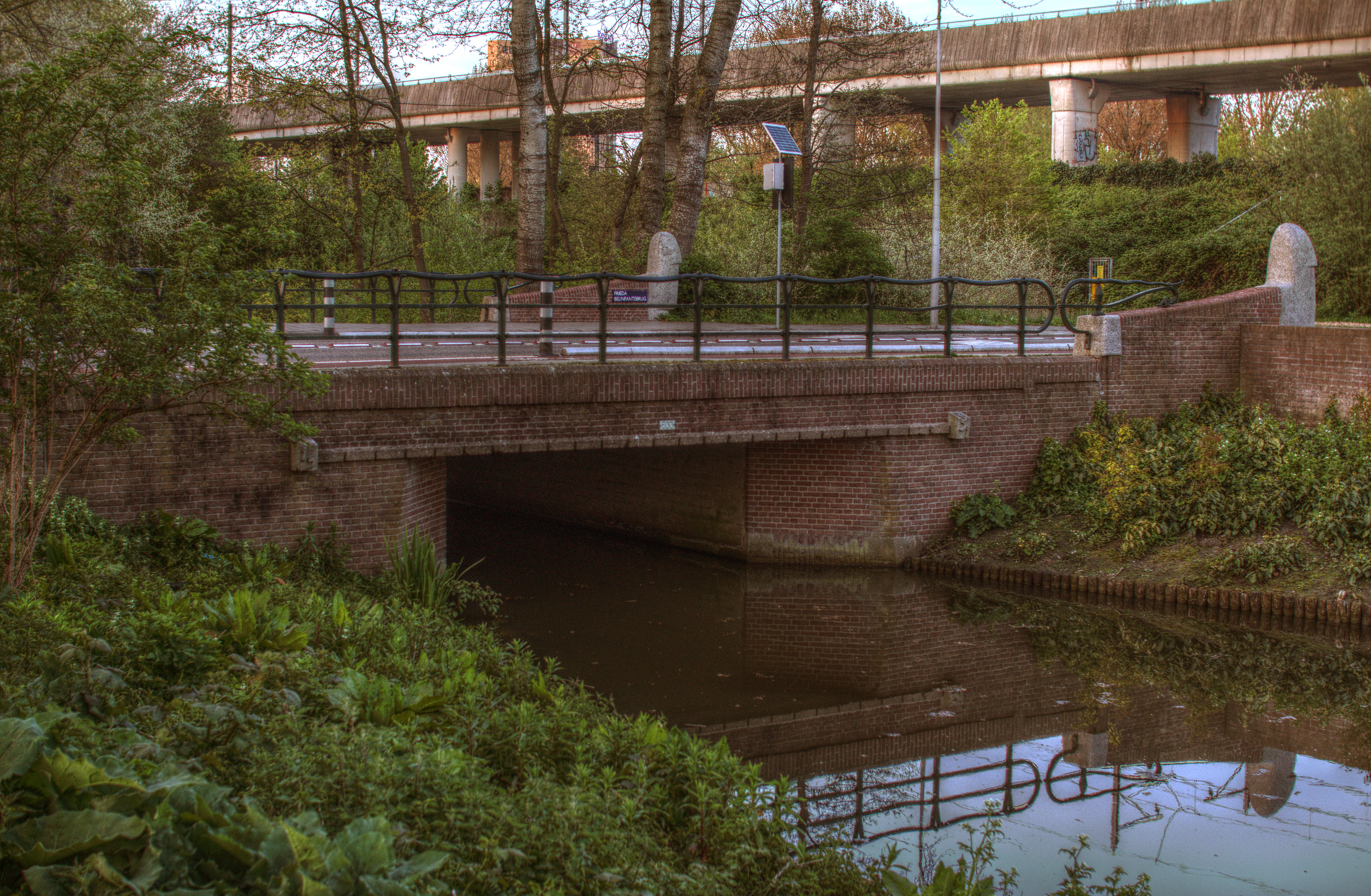
De Frieda Belinfantebrug en het viaduct van de Ringspoorbaan. De Burg. Vening Meineszlaan loopt links van de brug.

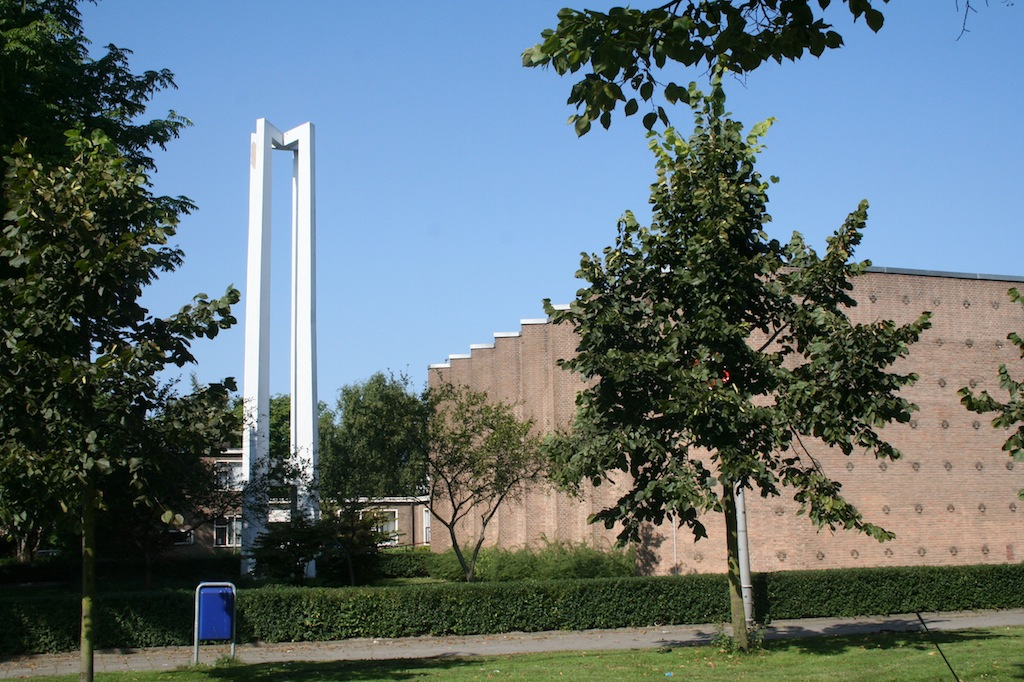
De Kandelaar, gezien vanaf de Burg. Fockstraat.

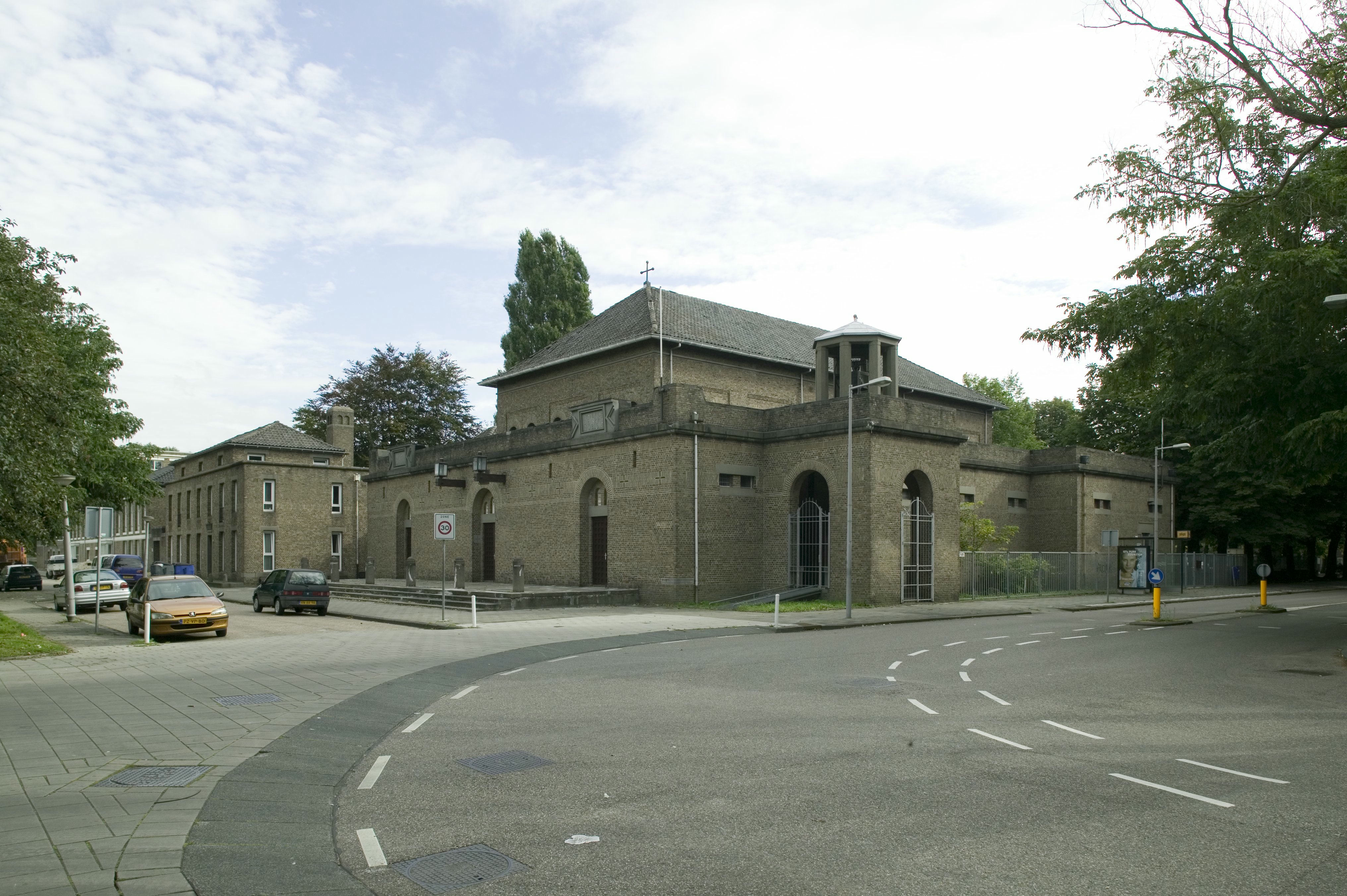
De voorheen Catharinakerk, gezien vanaf de Burg. Eliasstraat. Op deze foto uit 2007 is nog een bushalte van inmiddels lijn 64 te zien.

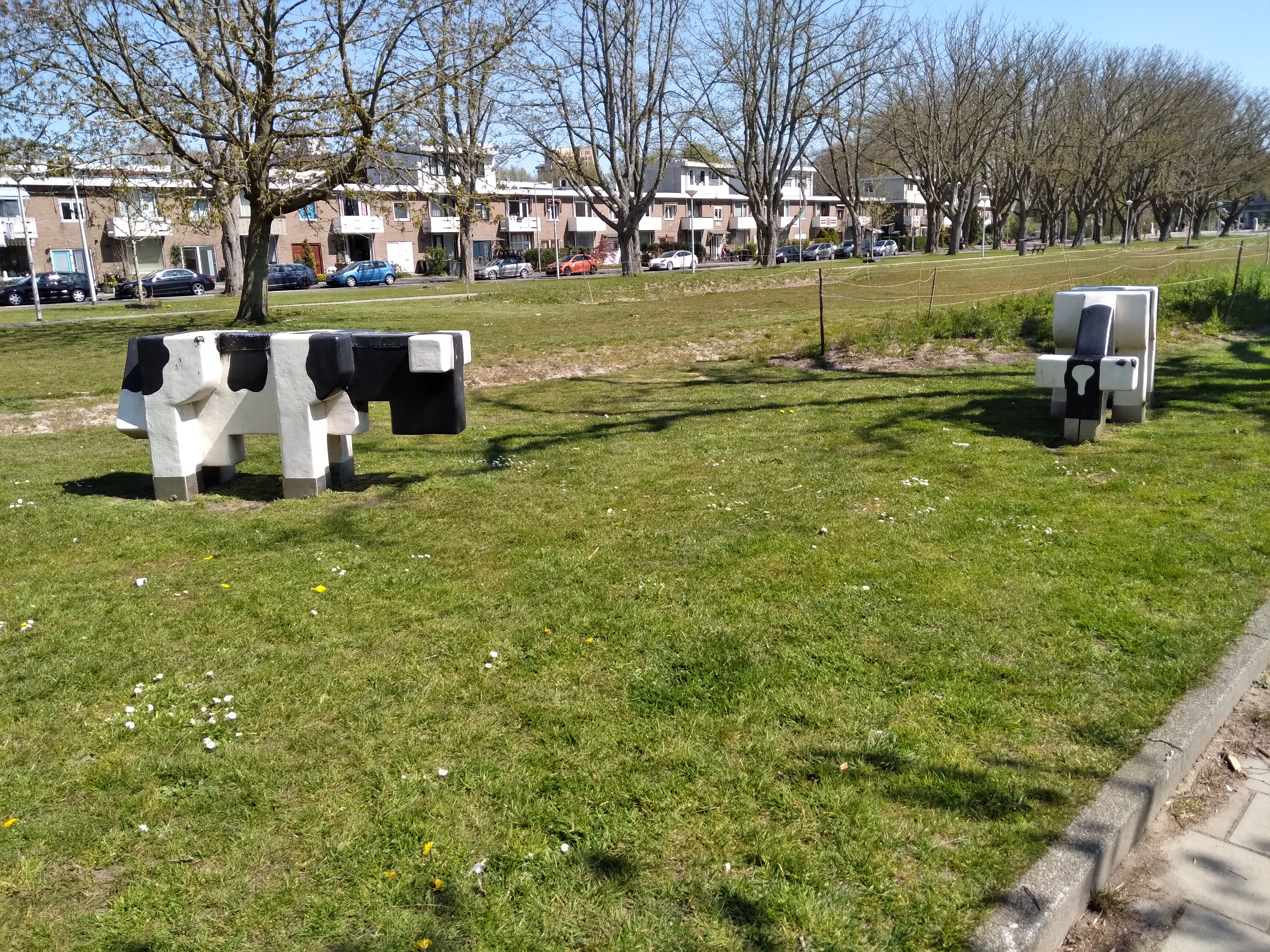
Stadskoeien (april 2021)

De Burgemeester Vening Meineszlaan ligt in de wijk ("tuinstad") Slotermeer in het Amsterdamse stadsdeel Nieuw-West. 

## Loop en indeling
De straat is na de Frieda Belinfantebrug een voortzetting van de Wiltzanghlaan en begint bij de dijk en het viaduct van de Ringspoorbaan en loopt door tot de Slotermeerlaan. Het is een van de drie oost-westassen van Slotermeer en wordt gekruist door de Burgemeester Fockstraat, alwaar zich aan de noordzijde een aantal winkels bevinden, en de Burgemeester Eliasstraat.
De laan vormt de noordgrens van het Van Eesteren Museum van de Westelijke Tuinsteden. Een deel van de laan grenst ook aan het Meerwaldtplantsoen, waar tal van bijzondere en monumentale bomen staan, en het rond 1986 gebouwde woningcomplex Meerwaldt.
De statige laan met vleugelnootbomen aan weerskanten kreeg haar naam op 9 juli 1952 en werd vernoemd naar Sjoerd Anne Vening Meinesz (1833-1909), onder andere burgemeester van Amsterdam van 1891 tot 1901, maar eerder ook van Rotterdam.

## Verkeers- en parkeerprobleem
Door haar ligging, de toenemende verkeersdrukte en door het parkeerbeleid in Slotermeer en de aangrenzende wijken is de laan na 2000 gevoelig geworden voor parkeeroverlast. De gefaseerde instelling van blauwe zones rond 2010 heeft deze problematiek in fases verzacht voor delen van de laan. Dichter bij de toegang naar het Station Sloterdijk (de Burgemeester Fockstraat) is de parkeerdruk groot gebleven. 
Dit geldt ook voor het deel van de laan waar alle bij de woningen aanliggende parkeerplaatsen tijdens de herstructurering rond 2011 werden verwijderd, schuin tegenover gebouw De Kandelaar. Bewoners van de zuidkant zijn daar sindsdien gedwongen, altijd de rijbaan over te steken als zij van of naar hun geparkeerde auto gaan. Daarnaast wordt de laan vanaf pakweg 2010 in toenemende mate gebruikt als sluipweg om de Haarlemmerweg en de Burgemeester de Vlugtlaan te vermijden. In de 30-km zone van de laan wordt daarbij vaak veel sneller gereden dan toegestaan. Een eerste proef met 'paddenstoeldrempels' wees uit dat er toch nog volop snelheden tot zelfs 126 km/uur werden gereden. Drempels over de hele breedte van de rijbaan zorgden in sommige delen voor iets lagere maximumsnelheden. Mede door de verkeersdrukte bleef vooral de eerste paar honderd meter van de Burgemeester Fockstraat naar de Slotermeerlaan verkeersgevaarlijk.

## Kunst
Aan de Burgemeester Vening Meineszlaan staan diverse kunstobjecten in de openbare ruimte. Te noemen zijn Manna van Ram Katzir en de Stadskoeien (maker en jaar onbekend), die ook wel elders in de stad werden aangetroffen.

## Openbaar vervoer
Er rijdt geen buslijn meer door de straat. Tot 14 december 2014 reed buslijn 64 door de  straat terwijl buslijn 21 van 1959 tot 2006 door de straat reed. Het middelste gedeelte van de straat tussen de Burgemeester Fockstraat en Burgemeester Eliasstraat is sinds de herinrichting in 2010 van de straat, waarbij verkeersdrempels verschenen, niet meer geschikt voor het busverkeer. Het laatste gedeelte van de straat tussen de Burgemeester Eliasstraat en de Slotermeerlaan is altijd een woonstraat geweest.

## Markante punten
- Kerkgebouw De Kandelaar van het Leger des Heils, bij de hoek met de Burgemeester Fockstraat. In 2007 werd hier een flinke renovatie uitgevoerd, waarna het gereed was voor een uitbreiding van haar functies voor de buurt.
- De voormalige Sint-Catharinakerk, op de hoek met de Burgemeester Eliasstraat. Oorspronkelijk was dit een rooms-katholieke kerk en onderdeel van een groot complex met klooster en schoolgebouwen. Sinds 1993 wordt de kerk, onder de naam Mor Sharbil, gebruikt door de Syrisch-orthodoxe gemeenschap. Het kerkgebouw is een markant oriëntatiepunt op de hoek met de Vening Meineszlaan.
- De Sint-Henricus Basisschool, aan de laan omzoomd door kastanjebomen. Voor de speelplaats van deze school werd voor het eerst in Europa het concept van Zoneparcs toegepast. Op zo'n zoneparc wordt gebruikgemaakt van drie zones; een gele zone (rust), een blauwe zone (multi-activiteiten) en een rode zone (sport).
- Aan weerszijden van de laan staan overwegend eengezinswoningen. De meeste daarvan zijn gebouwd in de jaren vijftig van de 20e eeuw en zijn typerend voor de architectuur en stedenbouwkunde van die periode. Een kleine rij winkels heeft een woningopbouw van twee etages. In het meest westelijke deel staan enkele rijen duplex-woningen (de Anton Struikbuurt, aan de noordkant) en een reeks portiek-etagewoningen. In het kader van de stedelijke vernieuwing wordt anno 2018 de Anton Struikbuurt ingrijpend gerenoveerd.
- Aan het westelijk einde van de laan staat een modern gebouw van woningcorporatie Rochdale.
- Op huisnummers 53 tot en met 131 staan rijtjeswoningen van architecten Johan Pot, Jacoba Froukje Keegstra, Lucas Göbel en Gerardus den Hertog.